# Brakzand (schip, 1967)
De Brakzand is een veerboot, die in 1967 werd gebouwd als Prins Willem IV voor rijkswaterstaat, genoemd naar Prins Willem IV (1711-1751). Hij werd de eerste stadhouder in alle gewesten van de Republiek der Zeven Verenigde Nederlanden. Tot 1986 heeft de veerboot dienstgedaan voor de veerdienst naar Ameland. Daarna kwam het schip in handen van Wagenborg Passagiersdiensten B.V en heeft het schip tot 2003 dienstgedaan als veerboot naar Schiermonnikoog. Vervolgens is het schip verkocht aan een koper uit Nicaragua en vaart nu onder de naam El Rey del Cocibolca op het meer van Nicaragua tussen het eiland Ometepe en het vasteland met passagiers en bananen.

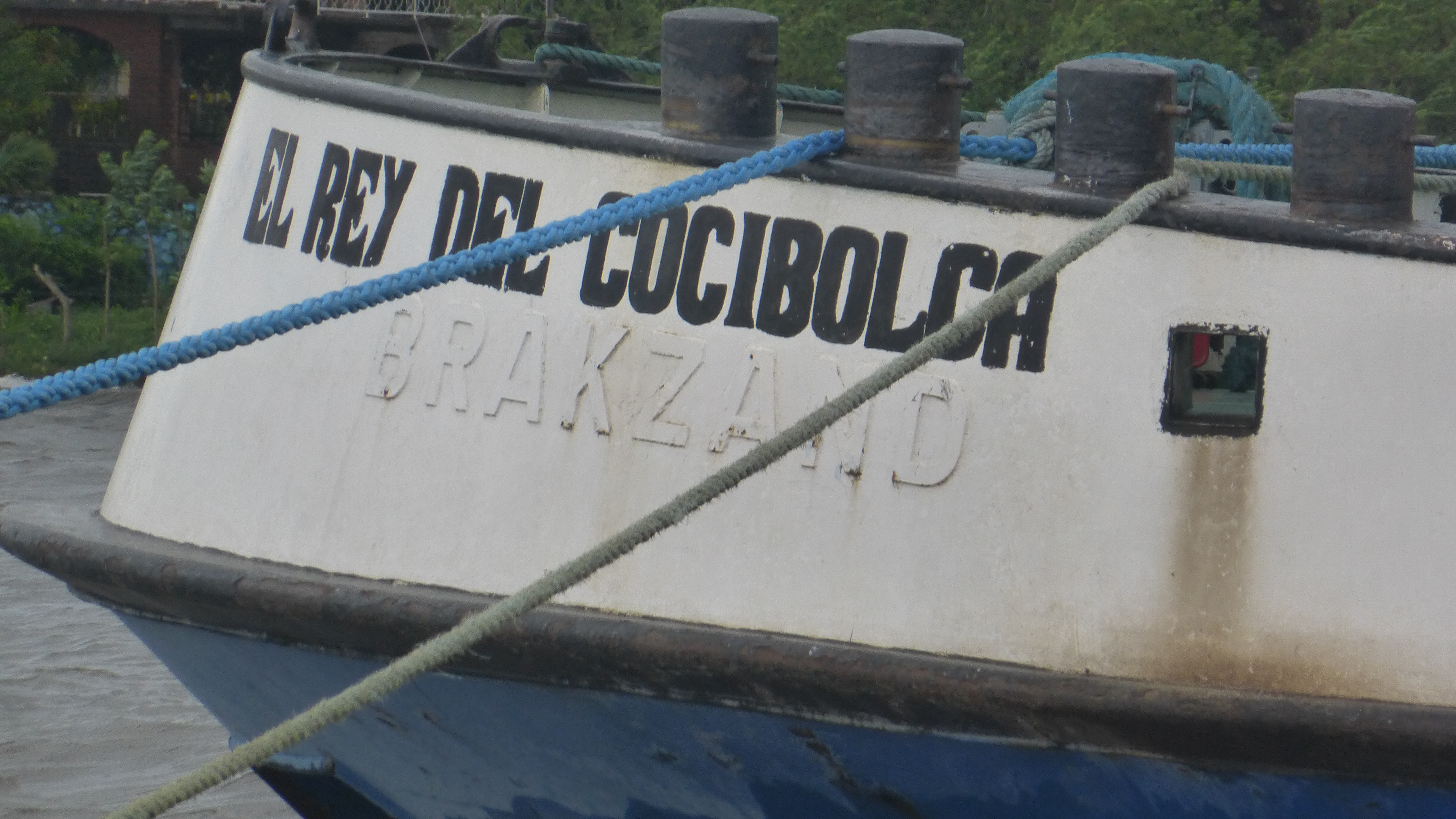
Oude en nieuwe naam